# Sacé
Sacé település Franciaországban, Mayenne megyében. Lakosainak száma 484 fő (2022. január 1.). Sacé Martigné-sur-Mayenne, Andouillé, Châlons-du-Maine, La Chapelle-Anthenaise, Louverné, Montflours, Saint-Germain-d’Anxure és Saint-Jean-sur-Mayenne községekkel határos.

## Népesség
A település népessége az elmúlt években az alábbi módon változott:
| Lakosok száma | 274  | 239  | 318  | 414  | 483  | 496  | 499  | 500  | 509  | 484  |
|               | 1968 | 1982 | 1990 | 2006 | 2013 | 2015 | 2017 | 2019 | 2020 | 2022 |